# 張應登 (嘉靖進士)
張應登（1528年—1566年），字仲庸，號仰歷，陝西省西安府咸陽縣人，軍籍，治《詩經》。

## 生平
七月二十一日生，行二。由縣學生中式嘉靖四十三年（1564年）甲子科陝西鄉試第十六名舉人。年三十四歲中式嘉靖四十四年（1565年）乙丑科會試第一百八十八名，第三甲第一百五十八名進士。工部觀政，本年八月授內江知縣，四十五年卒。

## 家族
曾祖張英；祖張鉞，庠生；父張崇德，府同知；母史氏，封宜人。永感下，妻趙氏，兄張應舉，同知；弟張應詔（僉事）；張應聘（縣丞）。